# Zdzisław Mordarski
Zdzisław Józef Mordarski (ur. 16 czerwca 1922 w Krakowie zm. 18 lutego 1991 tamże) – piłkarz reprezentacji Polski.

## Życiorys
W reprezentacji narodowej rozegrał 12 meczów i strzelił 2 bramki, debiutował 10 października 1948 w Chorzowie w meczu z reprezentacją Rumunii (0:0). Pochowany na cmentarzu Rakowickim w Krakowie (kwatera AD-płd.-1). 

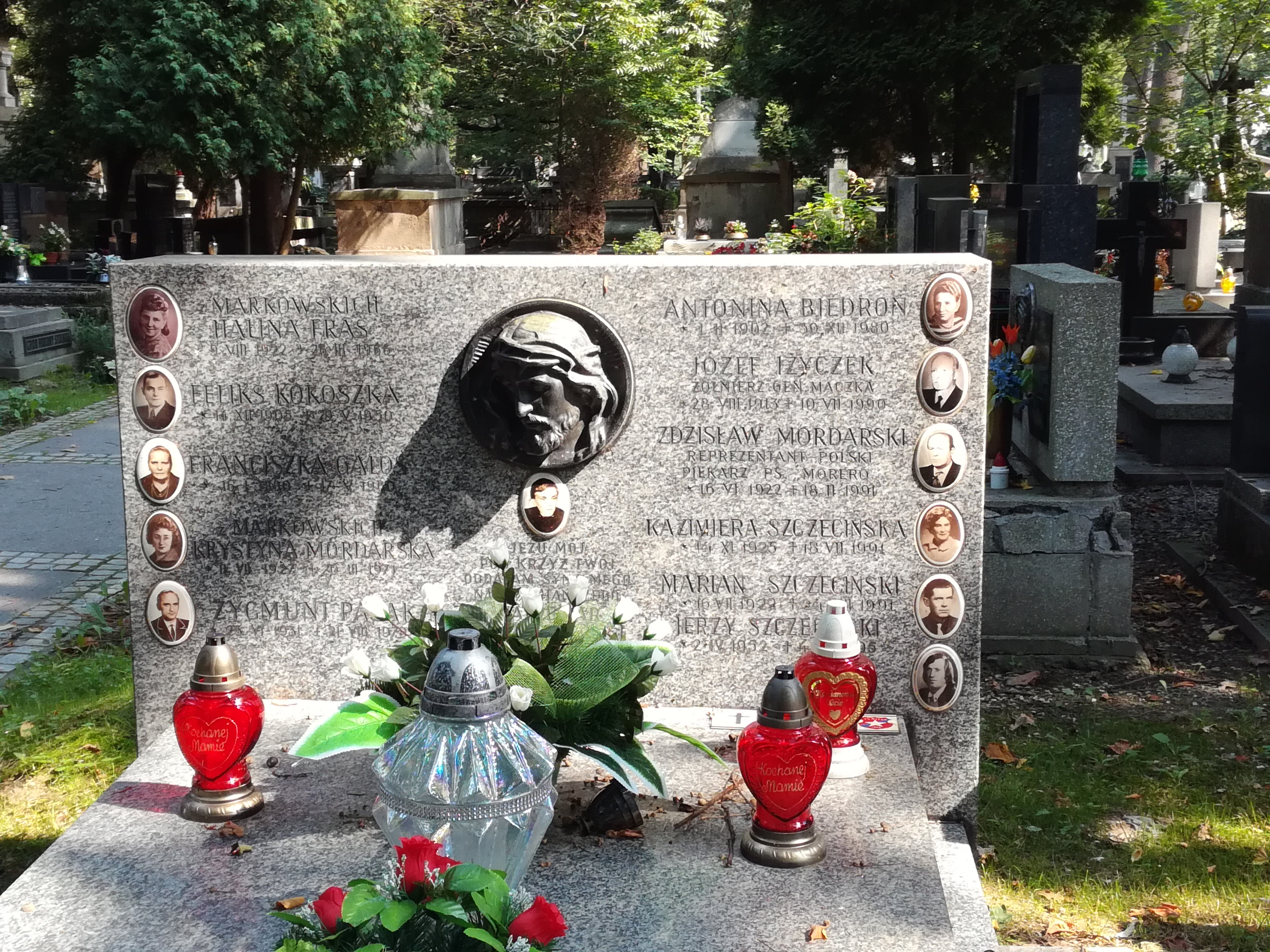
Grób Zdzisława Mordarskiego na cmentarzu Rakowickim